# Ilha do Sul
Ilha do Sul är en ö i Brasilien.   Den ligger i ögruppen Trindade och Martim Vaz i delstaten Espírito Santo, i den östra delen av landet, 2 100 km öster om huvudstaden Brasília.